# San Pedro Tlaltizapan
San Pedro Tlaltizapan är en ort i Mexiko.   Den ligger i delstaten Mexiko, i den sydöstra delen av landet, 50 km sydväst om huvudstaden Mexico City. San Pedro Tlaltizapan ligger 2 580 meter över havet och antalet invånare är 9 620.
Terrängen runt San Pedro Tlaltizapan är platt västerut, men österut är den kuperad. Runt San Pedro Tlaltizapan är det tätbefolkat, med 735 invånare per kvadratkilometer. Närmaste större samhälle är Toluca, 18,8 km nordväst om San Pedro Tlaltizapan. Trakten runt San Pedro Tlaltizapan består till största delen av jordbruksmark.